# Abeto
Abeto è una frazione del comune di Preci (PG).
Il paese si trova ad un'altitudine di 970 m s.l.m., a circa 8 km a sud di Preci e 11 km a nord di Norcia, ai confini del Parco Nazionale dei Monti Sibillini.  gli abitanti sono 4 (abetani).

## Storia
Il paese nacque intorno al X secolo su uno sperone roccioso nel fianco del monte Saino, probabilmente per motivi di difesa rispetto alle frequenti invasioni di bande armate che scorrazzavano più in basso, lungo la Val Castoriana; il luogo fu scelto anche per la presenza di una sorgente. Fu inizialmente chiamato Castel di Abete a causa di un piccolo bosco di abete bianco, residuo della più vasta foresta che si formò in zona durante i periodi di glaciazione. Ad oggi, non vi sono più esemplari di abete bianco in zona, anche per via del disboscamento causato dalle attività umane.
Col passare del tempo il paese si accrebbe intorno alla rocca e raggiunse anche una popolazione di più di 300 unità.

## Economia e manifestazioni
Nel passato l'agricoltura e la pastorizia hanno costituito la fonte economica principale, mentre lo sfruttamento dei boschi serviva esclusivamente al consumo locale.
Gli abetani erano noti come abili norcini, attività per la quale erano richiestissimi nelle grandi città del Lazio e della Toscana; specialmente durante l'inverno, gli uomini lasciavano le famiglie per esercitare la loro attività. Questa pratica, nel corso dei secoli, ha contribuito ad arricchire i costumi ed il dialetto umbro tipici del luogo con numerosi esempi di toscanismi.
Attualmente, nelle vicinanze si trova uno stabilimento del gruppo Renzini per la preparazione del prosciutto di Norcia IGP.

## Monumenti e luoghi d'arte
- Chiesa di San Martino, in stile neoclassico: all'interno si trovano due tele fiorentine testimonianza dei legami degli abitanti della valle Oblita con Firenze: una con una Annunciazione derivata dalla venerata immagine dell'Annunziata dell'omonimo santuario fiorentino, firmata da Pompeo Caccini e datata 1603[2] ed un'altra raffigurante la Madonna del Rosario di Matteo Rosselli, firmata e datata 1641, in origine nella cappella della Compagnia del Santissimo Rosario eretta nello stesso anno[3]
- Chiesa di San Michele Arcangelo, nella vicina Fiano di Abeto, edificata sul luogo ove si trovava un tempio romano dedicato a Giove;
- Grotte artificiali, costruite in età romana e usate per le sepolture;
- Necropoli di Forca d'Ancarano (IV-III secolo a.C.)
- Officina litica di Abeto, un affioramento di selce usato in tempi preistorici per la costruzione di strumenti in pietra (molti dei reperti rinvenuti sono esposti al museo archeologico di Perugia)

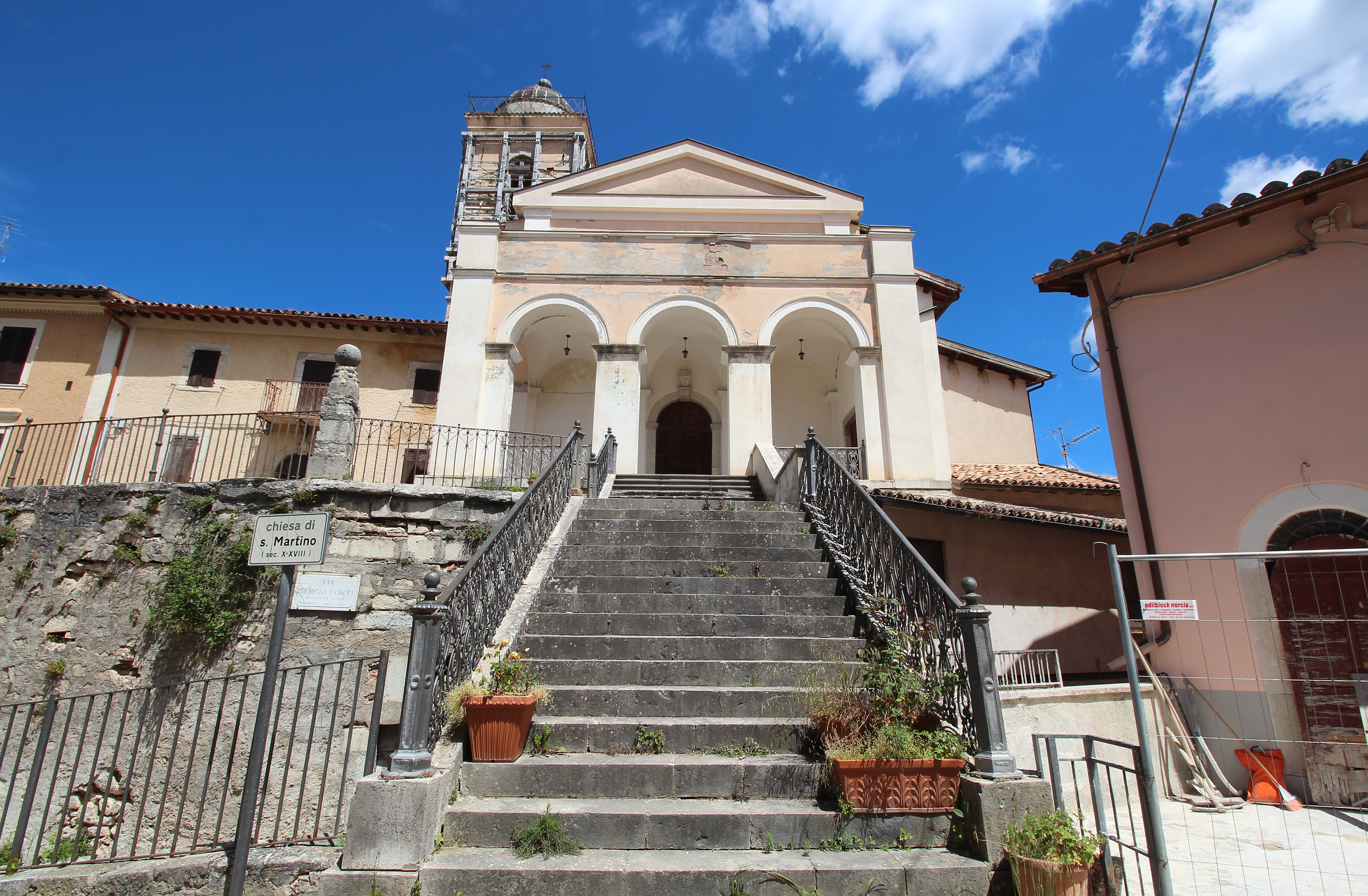
La chiesa di San Martino
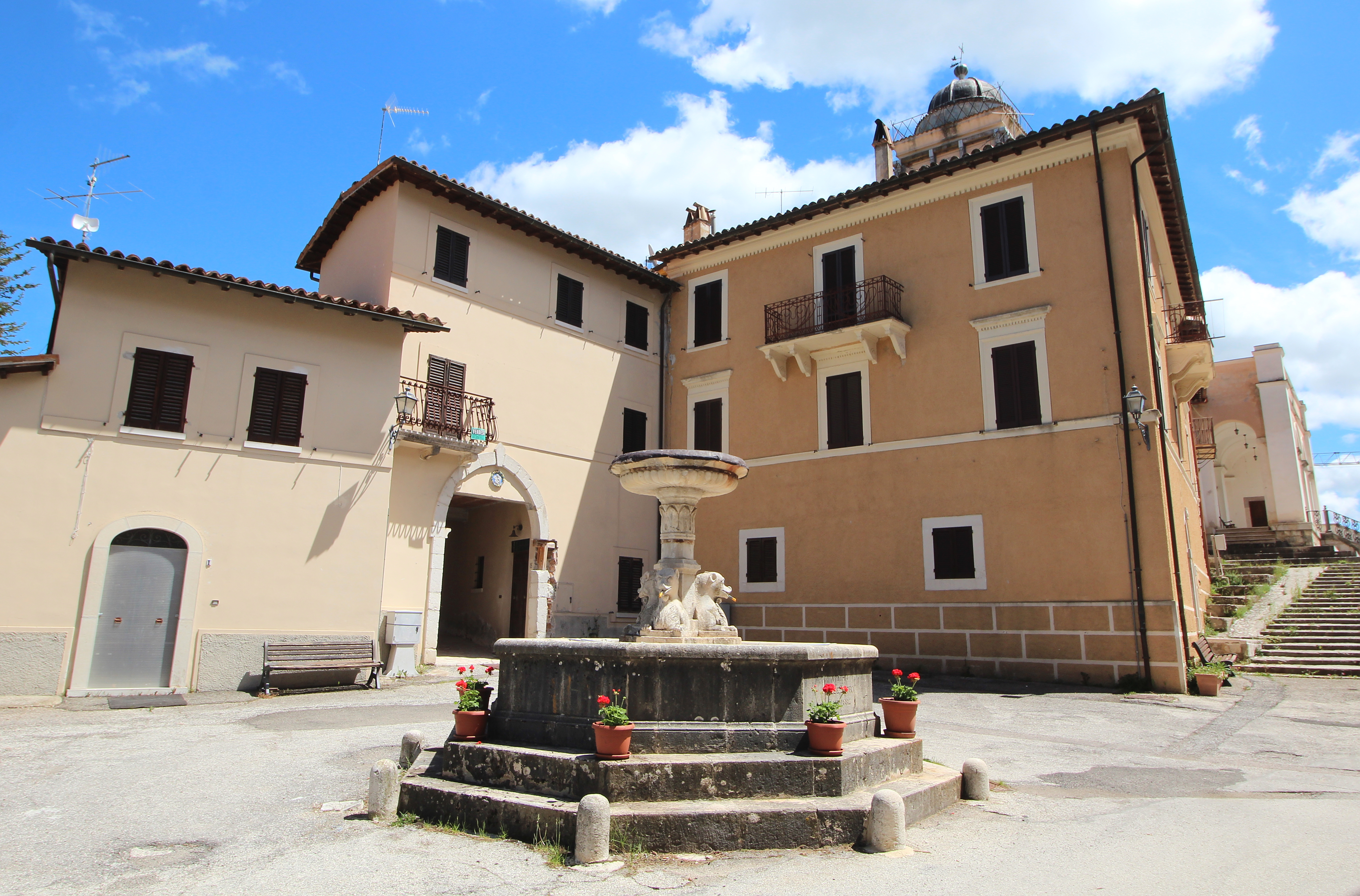
Piazza Angeloantonio Cesqui
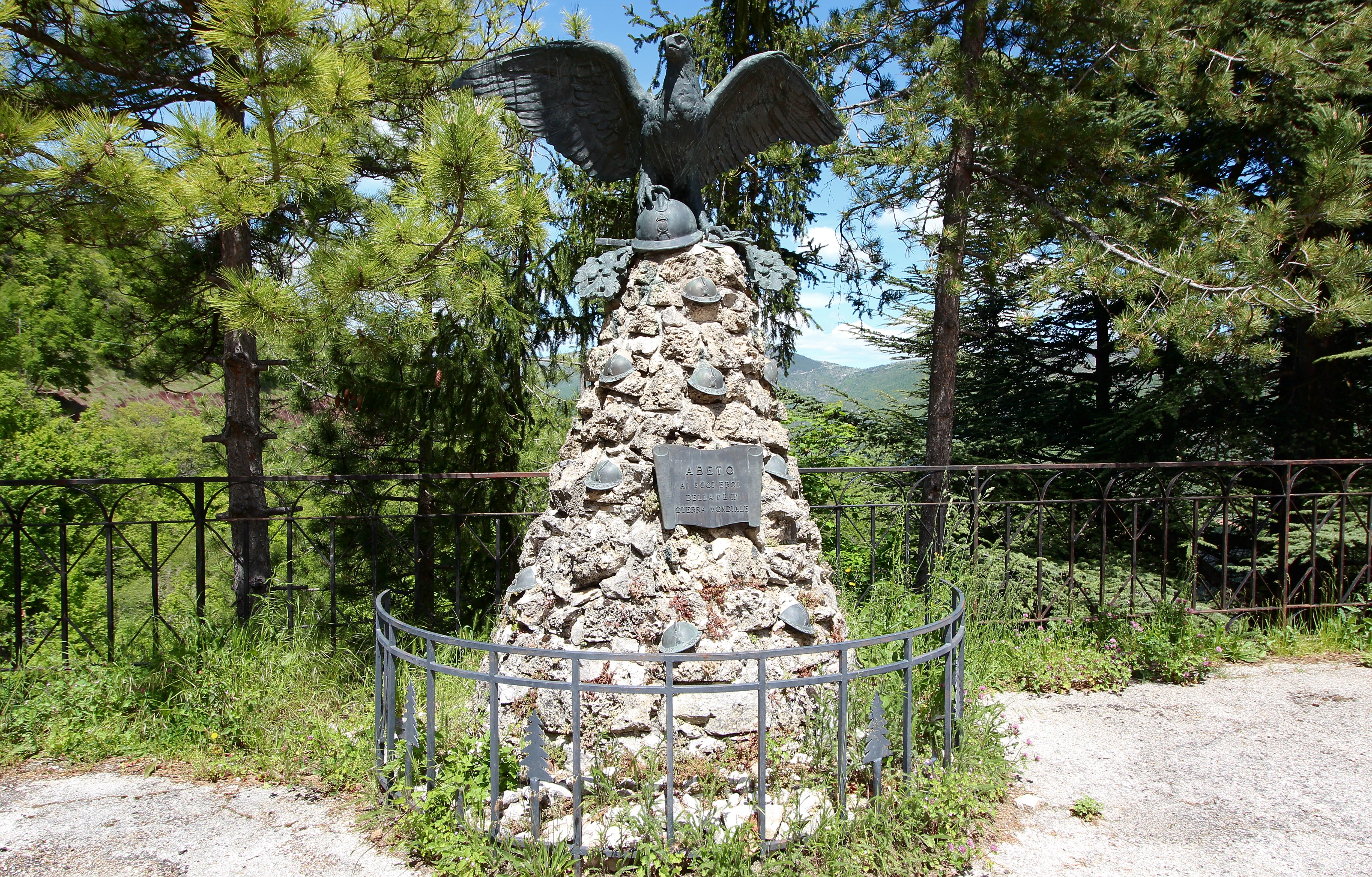
Il monumento ai caduti